# تپه چادر یره
تپه چادر یره مربوط به دوره ساسانیان است و در شهرستان جاجرم، بخش مرکزی، دهستان گلستان، ۵۰۰ متری شرق روستای چهارچوبه واقع شده و این اثر در تاریخ ۱۸ شهریور ۱۳۸۷ با شمارهٔ ثبت ۲۳۲۶۶ به‌عنوان یکی از آثار ملی ایران به ثبت رسیده است.